# 福徳寺 (長野県大鹿村)
福徳寺（ふくとくじ）は、長野県下伊那郡大鹿村大河原上蔵（おおかわら・わぞ）にある天台宗の寺院。山号は医王山。重要文化財の本堂で知られる。　

## 沿革
本尊台座の嘉吉4年（1444年）墨書銘から、平安時代の平治2年（1160年）の創建とされる。南北朝時代の宗良親王が香坂高宗の元に大河原に滞在した頃には天台宗の修法道場であった。江戸時代の天保10年に老中であった水野忠邦が譲渡を求めて自領の浜松藩に移築しようと試みたが、村民等がこれを拒み今日に至る。　

## 文化財

### 重要文化財（国指定）
- 本堂（附 棟札4枚）

室町時代前期の建立で、長野県内では中禅寺薬師堂に次いで古い木造建築である。桁行（正面）・梁間（側面）とも柱間は三間。入母屋造、こけら葺き]。
1912年（明治45年）に当時の古社寺保存法に基づく特別保護建造物（現行法の重要文化財に相当）に指定された。

### その他の文化財
- 木造薬師如来坐像・阿弥陀如来坐像 - 長野県宝、平安時代後期[5]
- 福徳寺仏像（毘沙門天像・聖観世音菩薩像） - 大鹿村指定文化財、室町時代[6]。

## アクセス
JR飯田線の伊那大島駅から自動車で約45分。